# Замоскворечье (исторический район)
Замоскворе́чье — исторический район в Москве, расположенный на территории Центрального административного округа на противоположной от Кремля стороне Москвы-реки.

## История

### Замоскворечье в XIII—XIV веках

Части Москвы XVII века: Кремль, Китай-город, Белый город, Земляной город

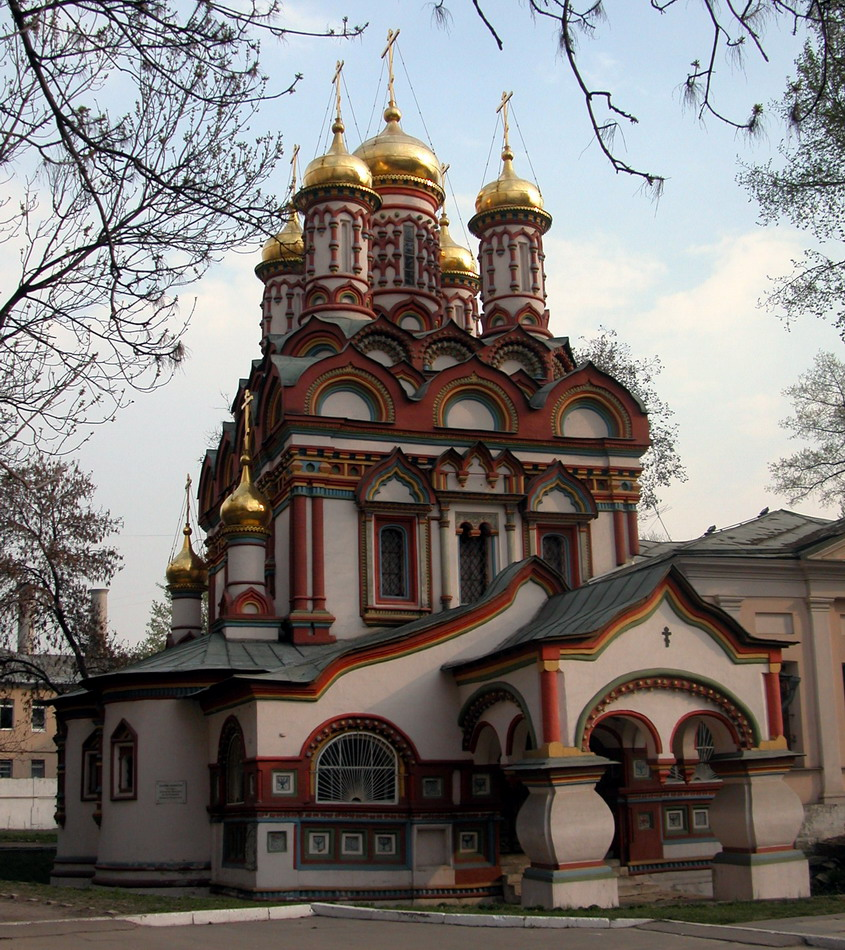
Церковь Николая Чудотворца на Берсеневке постройки XVII века

Как историческая местность Замоскворечье стало формироваться в начале 1200-х годов. В это время вдоль тракта, ведущего в Золотую Орду, на неширокой полосе земли напротив Кремля начали строить свои дома и русские люди, и те, кто вышел родом из Орды, а местность стали называть Заречьем. Одна из самых древних построек — церковь Иоанна Предтечи, что под Бором, была возведена ещё в то время, когда кремлёвский холм покрывал лес, то есть в самом начале зарождения Москвы. В XIII—XIV веках в южной части Москвы располагались перелески, болота, заливные луга и озёра. Озерковская набережная и Озерковский переулок получили свои названия именно от них. Первые поселения Замоскворечья распространялись по берегу Москвы-реки и вдоль торговых дорог юго-восточного направления, сливавшихся в одну у Боровицкого холма. Сейчас это приблизительно район улиц Большой Ордынки, Пятницкой, Новокузнецкой. Но территория Замоскворечья заселялась не слишком активно, так как именно с этой стороны на Москву часто нападали неприятельские войска.
В этой местности был устроен Данилов монастырь, который церковные предания рисуют древнейшей на Москве-реке обителью. По преданию, он был основан московским князем Даниилом Александровичем в честь своего небесного покровителя — прп. Даниила Столпника. Исследователь истории Кремля Александр Воронов указывает на 1282 год, когда Даниил Александрович миром решил конфликт между своими братьями Дмитрием Переяславским и Андреем Городецким за Владимирское великое княжение и за право княжить в Новгороде.
В 1293 году Андрей Городецкий стал зачинщиком нового похода полководцев Золотой орды на Северо-Восточную Русь. Поход, который называют «Дюденева рать», возглавил военачальник Тудан (в русских летописях он именуется Дюдень) и Замоскворечье было снова разорено, так же, как и вся Москва.
В 1330 году князь Иван I Данилович Калита, сын Даниила при св. митрополите Киевском и всея Руси Феогносте (1328—1353), перевёл архимандрита и часть иноков этого монастыря на свой княжеский двор. Погост Данилова монастыря и принадлежавшие ему сёла перешли под управление архимандрита кремлёвского Спасо-Преображенского монастыря на бору, приоритетом которого было обустройство нового великокняжеского монастыря. Без должного присмотра он постепенно оскудел, в XIV—XV вв. на месте монастыря осталась стоять только деревянная церковь Даниила Столпника, а при ней сельцо Даниловское.
Долгое время Замоскворечье было московским предместьем. Первое документальное упоминание о Заречье относится к 1365 году. В этой местности со времён правления сына Дмитрия Донского, князя Василия Дмитриевича, располагались княжеские, а позднее и царские сады. Постепенно главные торговые пути в Замоскворечье смещались, но старые дороги не исчезали, а превращались во внутрислободские и межслободские транспортные артерии. Именно это непостоянство главных дорог Заречья привело к тому, что на равнинном рельефе местности образовалась сложная система улиц и переулков.
В конце XIV века территория, располагавшаяся ближе к Кремлю, принадлежала великому князю и была уже почти целиком застроена, в отличие от местности за старицей (старое русло Москвы-реки), где располагались монастырские и боярские сёла. Именно отсюда, от деревянной Никольской церкви на Берсеневке в 1493 году начался грандиозный пожар, перекинувшийся на другой берег Москвы-реки и сжёгший дотла Кремль. Чтобы впредь защитить Кремль от такой опасности, строения Замоскворечья, расположенные вдоль реки напротив Кремля, снесли, а на их месте высадили Государев сад. Таким образом, в Замоскворечье появились три дворцовые садовничьи слободы, в которых жили садовники, в обязанности которых входило ухаживать за фруктовыми деревьями. Слободы эти назывались: Верхние Садовники (район Берсеневской набережной), Средние Садовники (район Государева сада) и Нижние Садовники (район Земляного вала). Между слободками образовалась площадь, на которой построили общественные бани, а в годы правления Ивана Грозного здесь открылся самый первый московский кабак.
Вначале у слобод не было улиц, связи между владениями располагались либо по берегу реки, либо вдоль дренажных рвов, которые нужны были для защиты от частых паводков и заболачивания. Постепенно заселяться стали и более отдаленные участки Заречья. Одним из первых появилось дворцовое село Кадашево. Возможно, название села происходило от древнетюркского «кадаш» — товарищ, общинник, или от профессии жителей, мастеривших кадки для обихода княжеского двора. На месте этого села образовалась большая Кадашёвская слобода, в которой жили дворцовые ткачи. Рядом находилась слобода овчинников, у которых была своя церковь Михаила Архангела, а ещё южнее, на месте нынешних улиц Якиманки и Новокузнецкой располагались слободы толмачей (переводчиков) и ордынцев (перевозчиков дани). На самой окраине Замоскворечья селились казанские и ногайские торговцы, впоследствии образовавшие Татарскую слободу (сейчас улица Большая Татарская и часть Климентовского переулка).
Между слободками лежали поля и луга, о чём сейчас напоминают улицы Большая Полянка и Малая Полянка, Бахрушина (ранее Лужниковская) и прочие. Ворота Зареченского Государева сада выходили на улицу Балчуг. Эта улица — одна из самых известных в Москве, появилась в конце XIV века. Название её произошло от искажённого татарского «балчык» — глина, грязь. Как уже говорилось, чтобы обезопасить свои дома от наводнений, жители низинного Замоскворечья прокладывали к основному руслу многочисленные рвы (ровышки). Эти древние рвы дали название Раушской (Ровушской) набережной.
Помимо наводнений жителям Замоскворечья приходилось часто принимать на себя удар вражеских войск. Равнинный ландшафт, лишённый каких-либо естественных преград, создавал прекрасные условия для нападения на город именно в этом месте. Большинство атак на Кремль и Китай-город предпринимались со стороны Заречья. Поэтому, когда в 1485 году начали строить ныне существующие кремлёвские стены, то в первую очередь возвели Тайницкую башню, расположенную с Замоскворецкой части, она должна была защитить Кремль в случае неожиданного нападения.

### XV—XVI века

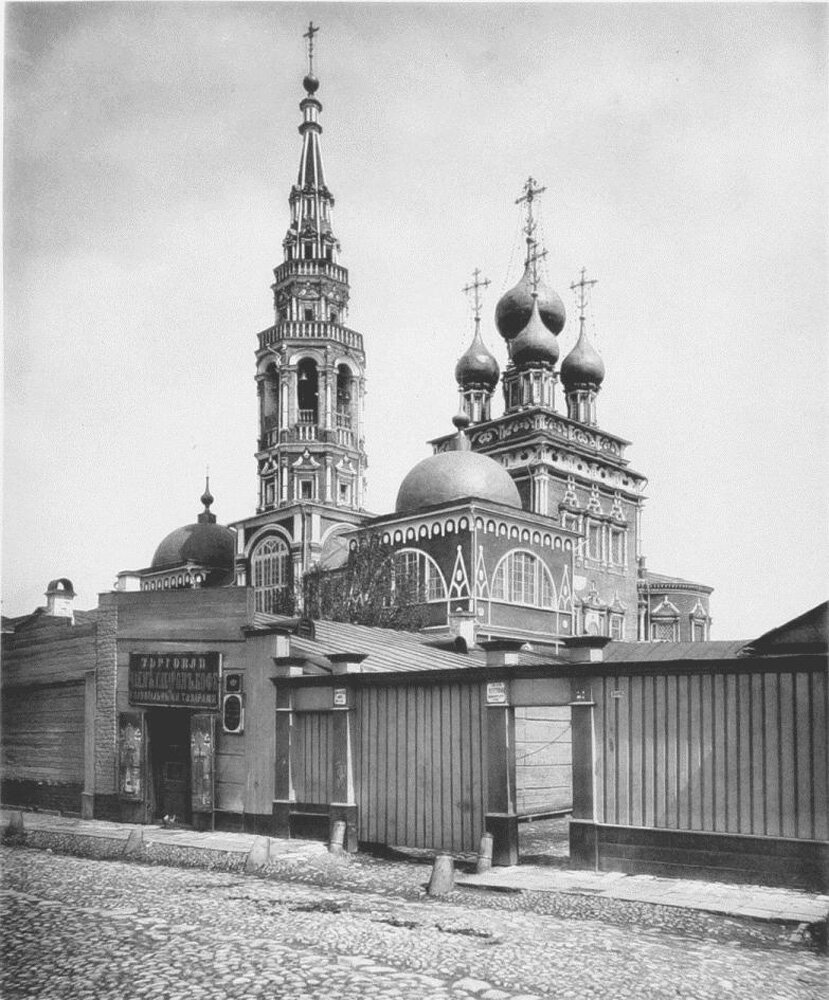
Храм Воскресения Христова в Кадашах, 1882 год

С годами авторитет и влияние Московского княжества росли, вражеские набеги случались всё реже, и Замоскворечье разрасталось всё активнее. На границе XV и XVI веков зародилась Пятницкая улица, служившая самым коротким путём от Москворецкого моста до Ленивого торга с Пятницкой церковью. Пятницкую в то время называли Ленивской большой мостовой — по названию торга. Торги, подобные Ленивому, часто возникали на границе поселения при дороге, где могло свободно разместиться большое количество телег. Так было и в случае Ленивого торга. Эта версия подтверждается тем, что храм Параскевы Пятницы, стоявший вблизи площади, называли также Прощей — местом прощания, то есть околицей. В разное время Ленивкой называли и Пятницкую улицу в Москве, и Новокузнецкую.
Учитывая «пограничное» расположение Замоскворечья по отношению к Кремлю, выглядит логичным тот факт, что в начале XVI века в этой местности возникли первые военные поселения. В 1535 году в Заречье разместился отряд Пищальников из Пскова, а, начиная с 1550 года, Иван Грозный устроил в Замоскворечье несколько стрелецких слободок, которые расположились на месте нынешнего Климентовского переулка. Стрелецкие поселения значительно усилили безопасность местности, но вплоть до конца XVI века никаких оборонительных сооружений в Замоскворечье не было. Основную защитную функцию исполняли передвижные крепости, их называли гуляй-города или «обозы». Все эти атрибуты были присущи и стрелецким слободкам. Именно благодаря подобным защитным сооружениям Москва сумела выстоять во время нашествия орды Газы Гирея в 1591 году.
В период 1591—1592 годов по периметру Земляного города строится оборонительное сооружение, названное Деревянным городом. Часто его называют Скородомом — из-за быстроты постройки. Возникновение этого сооружения привело к изменению географии Замоскворечья. Замоскворечье с центральной Кадашевской слободой, в пределах которой располагались Государев Хамовный двор и церковь Воскресения, в то время выглядело хаотичным жилым массивом с вкраплениями болот и полей. Часть незаселённых мест появилась в 1571 году, когда Замоскворечье понесло значительные утраты при очередном набеге татар. Все эти факторы сдерживали развитие городского типа планировки. Тем не менее, близость к Большому городу сыграла свою роль, и постепенно Замоскворечье начало заселяться ремесленным людом, обретая упорядоченный рисунок кварталов. Вплоть до XVII века Замоскворечье состояло из деревянных построек. Исключением являлись здания церкви Иоанна Предтечи, что под Бором, Иванова Монастыря, храма Георгия в Ендове. Многие зареченские усадьбы включали в себя сады и огороды, что на долгие годы стало отличительной чертой данной местности.

### XVII век

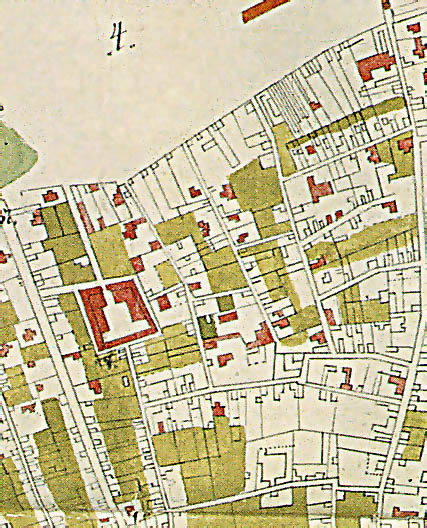
Карта 1760-х годов. Крупнейшая постройка (выделена красным) — бывший Хамовный, а в XVIII веке Денежный двор

В начале XVII века через Серпуховские ворота в Замоскворечье, а затем и в Кремль прошёл польский ставленник Лжедмитрий I. Тогда, в 1612 году, в Замоскворечье организовался центр сопротивления польским интервентам, и этот район Москвы был практически весь уничтожен во время боёв. 24 августа 1612 года в Замоскворечье войска Минина и Пожарского одержали победу над польской армией, что определило дальнейшую судьбу освободительных действий. Вероятно, что во время боёв с поляками деревянные укрепления Скородома сгорели, и его сменили бастионы Земляного города, строившиеся поэтапно с 1628 по 1629 года и с 1637 по 1638 года.
В XVII веке население Замоскворечья можно было условно разделить на три группы. В первую входили жители слобод, которые были связаны с обслуживанием великокняжеского двора: Садовническая, Овчинная, Кузнечная, Монетная, Кожевенная и Ямская Коломенская слобода. Во вторую группу входили купцы, которые переселялись в Замоскворечье, так как земли здесь были очень дёшевы. Третьей составной были стрельцы, которые несли караульные обязанности, а также выполняли функции пожарных. К тому же многие стрельцы также занимались торговлей.
Если попытаться упорядочить данные о заселении Замосквореченских территорий, то можно выделить три этапа. Вначале заселялись прибрежные территории в устье реки Неглинной, затем застраивается местность чуть западнее Петровской башни Кремля, а к концу XIV века увеличивается плотность населения в северо-западной и северной части Заречья.
В XVI—XVII веках вдоль древних дорог юго-восточного направления начинают формироваться нынешние Новокузнецкая и Большая Татарская улицы. Ранее обособленные улицы разрастались, сливаясь в единое поселение. В 1701 году во время очередного пожара погиб Государев сад, и его территория также начала застраиваться. В 1731 году Замоскворечье окончательно разделилось на пограничную улицу Ордынку и центральную улицу Пятницкую, по названию которой стала называться вся часть Заречья.
Оборонительная функция была главной для Замоскворечья вплоть до Петровских времён. После подавления Стрелецкого бунта, главными участниками которого стали обитатели стрелецких слободок Замоскворечья, стрелецкие полки расформировали. Часть восставших была казнена, а часть распределили по регулярным военным полкам. Столицу из Москвы перенесли в Санкт-Петербург, и придворные овчинники, садовники, кузнецы и монетчики лишились своих заработков при дворе. Единственными, кто почти не пострадал от перемен, были торговцы, также обитавшие в Замоскворечье. Земли, утратившие хозяев, раздавали либо высоким военным чинам, либо купцам (преимущественно тем, кто занимался поставками для армии). Постепенно Заречье становится местом обитания московского купечества. Этот факт ярко отражён и в пьесах известного драматурга, уроженца Замоскворечья, А. Н. Островского, и на полотнах живописцев П. А. Федотова, В. Г. Перова, И. М. Прянишникова. Среди обитателей Заречья было много миллионеров-компанейщиков, например, Кузьма Матвеев, на средства которого на Пятницкой построили церковь Святого Климента. И дворяне тоже не чурались этой местности, возводя здесь свои особняки.

### XVIII—XIX века
Вплоть до начала XIX века эта историческая местность Москвы представляла собой совокупность больших кварталов, застроенных домами купцов и мещан. В. Г. Белинский писал о Замоскворечье:
Там окна занавешены занавесками, ворота — на запор, при ударе в них раздаётся сердитый лай цепной собаки, всё мёртво или, лучше сказать, сонно: дом или домишко похож на крепость, приготовившуюся выдержать долговременную осаду.
Именно благодаря неспешному провинциальному укладу жизни замоскворецких купцов Москву стали называть «большой деревней». Заречье было как бы отдельным городом со спокойной патриархальной атмосферой. Чуть свет, когда большая часть москвичей ещё спала, жители Замоскворечья торопились в свои лавки. Вечерами было принято чаёвничать у раскрытых окон с непременным атрибутом — большим самоваром. И спать здесь ложились очень рано, когда в Большом городе ещё кипела жизнь.
Замоскворечье до сих пор страдало от ежегодных наводнений, во время которых улицы превращались в русла рек. Вода заливала не только подвалы, но и первые этажи некоторых домов. Названия Болотной площади и Болотной набережной остались напоминанием о том времени. Сейчас на месте Болотной площади разбит сквер, в котором установлен памятник И. Репину, а в старину здесь проводили кулачные бои, на которых присутствовали даже государи. Кроме того, на этой площади проводили казни. На Болотной площади казнили Емельяна Пугачёва и его соратников.
В 1783 году очередное наводнение уничтожило не только небольшие деревянные лавки, но и некоторые каменные строения, а также колокольню церкви Георгия в Ендове, после чего городские власти наконец-то отнеслись к проблеме со всей серьёзностью, и решили построить Водоотводный канал. Для сооружения канала использовали старое русло Москвы-реки (старицу). Проектирование Водоотводного канала проводили с учётом уже существующей архитектурной планировки, поэтому конфигурация улиц была изменена незначительно, а под слом ушли преимущественно деревянные дома. Каменные здания, даже если они и выходили за пределы красных линий плана, оставляли, и некоторые из них сохранились до наших дней. Построенный в 1783—1786 годах Водоотводный канал закрепил естественную границу между узкой прибрежной частью Замоскворечья и основной его территорией.
В 1787 году в Замоскворечье случился пожар, продолжавшийся 10 часов, — пострадали Ордынка и Пятницкая, сгорело 86 каменных и деревянных домов и 98 лавок.
В 1861 году в России было отменено крепостное право, что привело к значительным переменам в экономической жизни страны. Большее внимание стали уделять фабрикам и заводам, произошли изменения в сфере занятости населения. Благодаря этим событиям кардинально изменился и образ жизни русского купечества. В эпоху позднего классицизма дома дворцового типа строили для себя уже не представители родовой знати, а чаще всего именно купцы. Но атмосфера спокойствия, способствовавшая душевному равновесию и комфорту, продолжала оставаться важным элементом Замоскворечья. Возможно, благодаря этой особенности в XIX веке здесь всё чаще селятся представители творческой интеллигенции, имена которых вошли в историю русской культуры.
В доме на Малой Ордынке родился знаменитый русский драматург А. Н. Островский. В доме на улице Пятницкой в середине 1850-х годов снимал квартиру Л. Н. Толстой. На Большой Ордынке находится так называемое Куманинское подворье — здесь проживала тётка писателя Ф. М. Достоевского, у которой он часто гостил. В этом же доме жила семья писателя-сатирика В. Ардова, здесь во время своих визитов в Москву останавливалась А. Ахматова.
Знаменитый французский поэт Теофиль Готье так писал о Замоскворечье XIX века:
Набережная на другом берегу Москвы-реки, вдоль которой идут особняки и великолепные дома современной архитектуры, прямыми своими линиями создаёт как бы основание огромному океану домов и крыш, которые тянутся за ней до бесконечности. Нельзя представить себе ничего более прекрасного, богатого, роскошного, сказочного, чем эти купола с сияющими золотом крестами… Я долго стоял вот так, в восторженном оцепенении, погружённый в молчаливое созерцание.

### Замоскворечье в XX веке

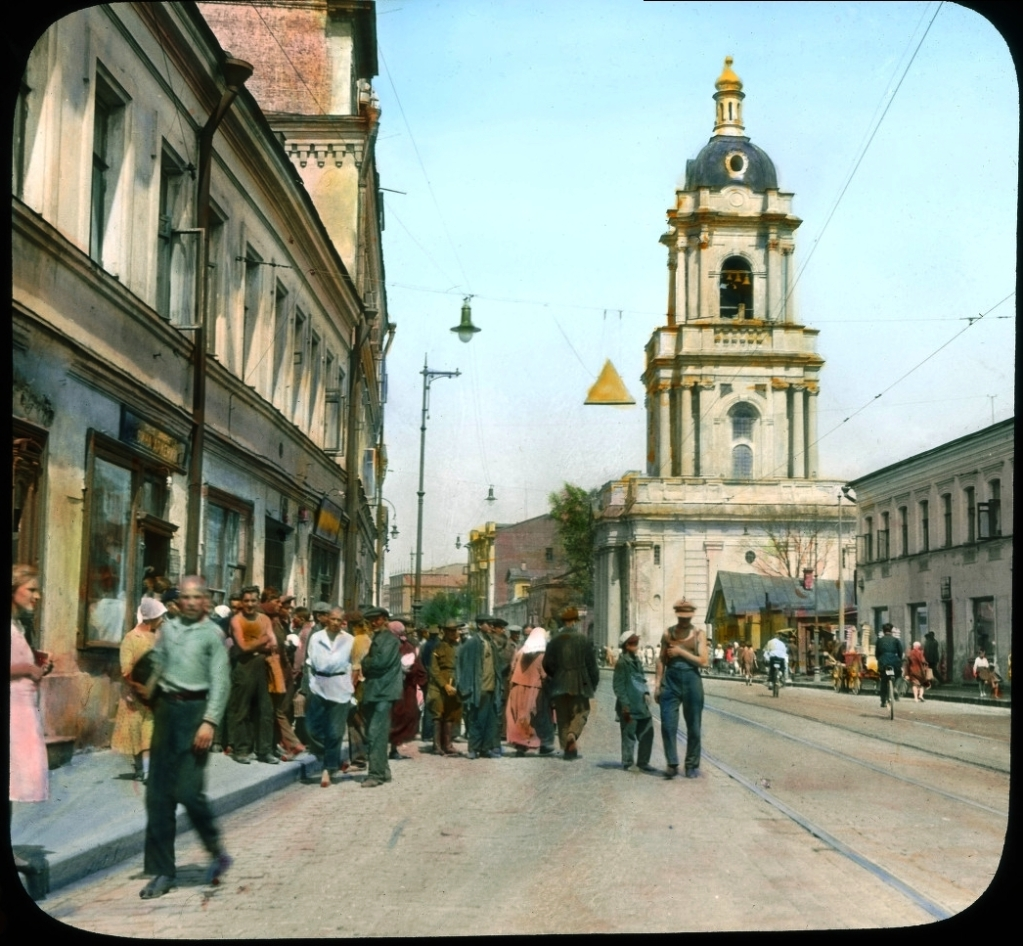
Церковь Святой Параскевы, снесённая в 1934 году (фото, 1931)

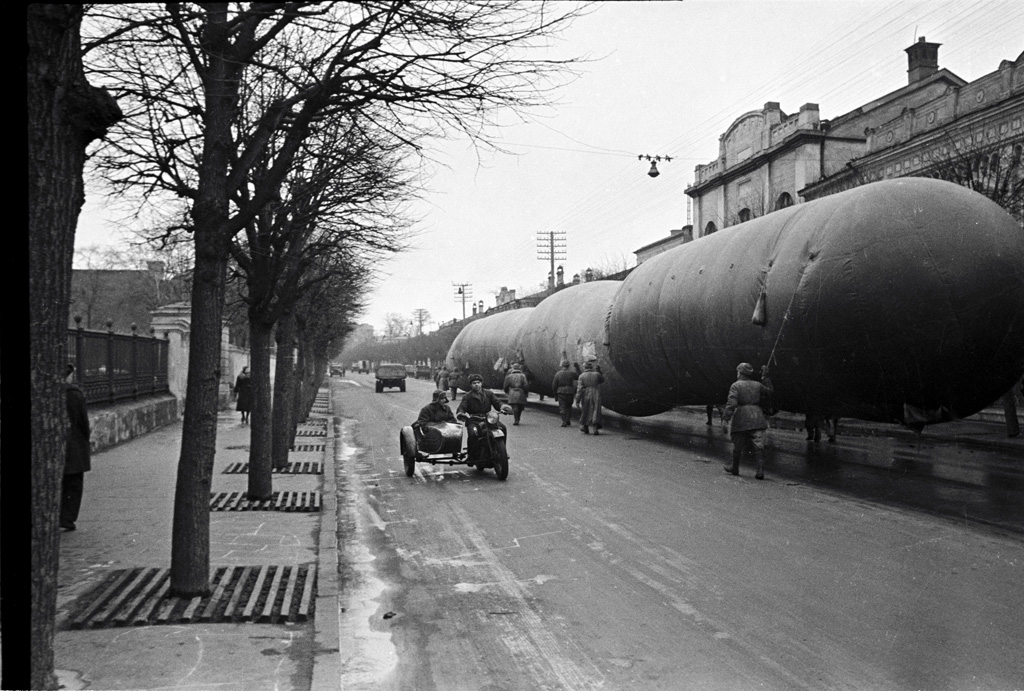
Баллоны с газом для аэростатов воздушного заграждения на Большой Ордынке. 1 ноября 1941

В 1920-е годы была перестроена Большая Якиманка — создавалась магистраль, соединившая Замоскворечье с центром города. Улица практически полностью изменилась, от старой Якиманки осталась лишь церковь Иоанна Воина и дом купца Игумнова (нынешнее посольство Франции). В 1931 году на стрелке (безымянном острове), образованной при строительстве Водоотводного канала, по проекту Бориса Иофана для членов правительства построили знаменитый Дом на набережной — грандиозный жилой комплекс, со всеми необходимыми службами. По замыслу архитектора здание было тёмно-красным, как и Кремль, но в итоге его построили угрюмо-серым. К комплексу Дома на набережной принадлежит и кинотеатр Ударник, и нынешний Театр эстрады. В этом доме жили и многие знаменитости, в числе которых Герой Социалистического Труда А. Стаханов. В 1934 году снесли церковь Параскевы Пятницы, от которой пошло название улицы Пятницкой. На месте церкви была построена станция метро Новокузнецкая. В те же годы были уничтожены церкви Космы и Дамиана в Кадашах и Петра и Павла на Якиманке, застроен Полянский рынок.
В сравнении с другими районами Москвы, архитектурный облик Замоскворечья сохранился достаточно хорошо. В 1960—1970 годы улицы Пятницкая, Большая Полянка, Большая Ордынка, Новокузнецкая, расположенные в пределах Садового кольца, были признаны заповедными зонами (хотя при реконструкции Якиманского проезда в 1969 году и была снесена Якиманская церковь, давшая название улице). Главные улицы Замоскворечья, расположенные за Садовым кольцом: Кожевническая, Дубининская, Большая Серпуховская, Люсиновская, Павловская.
В 1997 появилась очередная достопримечательность — памятник Петру I (З. Церетели). Изначально это был памятник Христофору Колумбу, и создавался он для Доминиканской республики. Но Доминиканское государство от памятника отказалось, и Колумб превратился в русского императора. Самые известные достопримечательности Замоскворечья — это церкви и музеи. К самым известным зареченским церквям относится церковь Всех Скорбящих Радость, построенная по проекту архитектора В. И. Баженова в 1790 году. Сохранилась до наших дней Церковь Климента папы Римского (1762), расположенная в Климентовском переулке. И, наконец, в Лаврушинском переулке Замоскворечья находится один из самых известных московских музеев — Третьяковская галерея.